# Рехман, Салима
Салима Рехман — врач-беженец из Афганистана, проживающий в Пакистане. Она первая афганская женщина-врач туркменского происхождения.

## Ранняя жизнь и образование
Салима Рехман родилась в 1991 или 1992 году в лагере беженцев в Сваби, Хайбер-Пахтунхва, Пакистан, после того, как ее родители бежали из Афганистана в 1979 году во время советско-афганской войны. По национальности туркменка. Ее прадед тоже был беженцем, но бежавшим из Туркестанской автономии в северный Афганистан в 1917 году во время русской революции. Ее роды были сложными, а медицинская помощь была ограниченной, поэтому надежды на то, что ребенок выживет, не было. Ее отец Абдул, поденщик, решил, что, если она выживет, он поможет ей получить образование и стать врачом.
Она была одной из небольшой группы девочек-беженцев в своем классе в начальной школе в Аттоке, недалеко от Исламабада, и, как беженке, ей было трудно перейти к высшему образованию, но в конце концов в 2009 году она получила единственное место, отведенное для беженки в школе. Медицинский университет Равалпинди за ее медицинское образование. Во всем ей приходилось идти против норм своей культуры, которая не ожидала, что женщины получат образование или будут иметь амбиции, кроме ковроткачества и замужества.

## Карьера
Первая должность Рехман была в больнице Святого Семейства в Равалпинди, где среди её пациентов были как беженцы, так и местные жители. Она решила специализироваться на гинекологии и снова выиграла единственное доступное для беженцев место обучения в больнице Святого Семейства. Во время её обучения больница стала центром реагирования на COVID-19, и она работала с женщинами, которые рожали, страдая от коронавируса. После квалификации у неё возникли дополнительные трудности с получением лицензии на практику из-за её статуса беженца, но в июне 2021 года она наконец смогла открыть частную клинику в Аттоке. Клиника предлагает бесплатный уход за женщинами-беженками.
Салима Рехман получила известность как первая женщина-врач из туркменской общины Афганистана.
В январе 2022 года она была одним из докладчиков на интернет-мероприятии Организации Объединённых Наций, на котором были представлены гуманитарные призывы для Афганистана и его региона, вместе с Мартином Гриффитсом, заместителем Генерального секретаря по гуманитарным вопросам и координатором чрезвычайной помощи, и Филиппо Гранди, верховным комиссаром по делам беженцев.

## Признание
Салима Рехман стала азиатским региональным лауреатом премии Нансена УВКБ ООН за 2021 год. Награда была вручена в сентябре 2021 года в посольстве Швейцарии в Исламабаде послом Швейцарии Бенедиктом де Сержа и временным поверенным в делах Норвегии Элин Кильвог.